# Pteraulax eurymetopa
Pteraulax eurymetopa är en tvåvingeart som beskrevs av Hesse 1956. Pteraulax eurymetopa ingår i släktet Pteraulax och familjen svävflugor. Inga underarter finns listade i Catalogue of Life.